# Nkisi

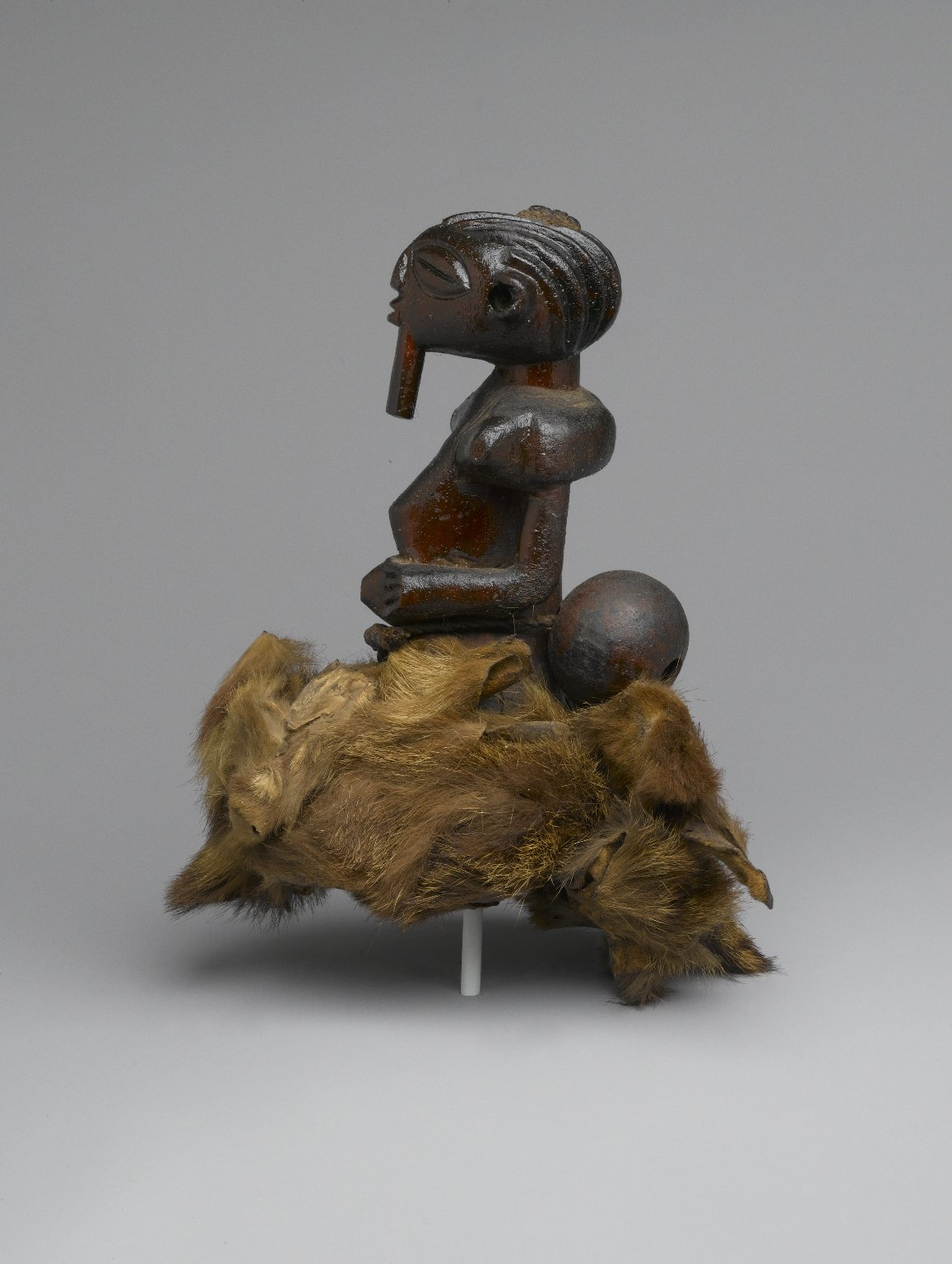
Statuette Nkisi du XIXe siècle conservée au Musée de Brooklyn.

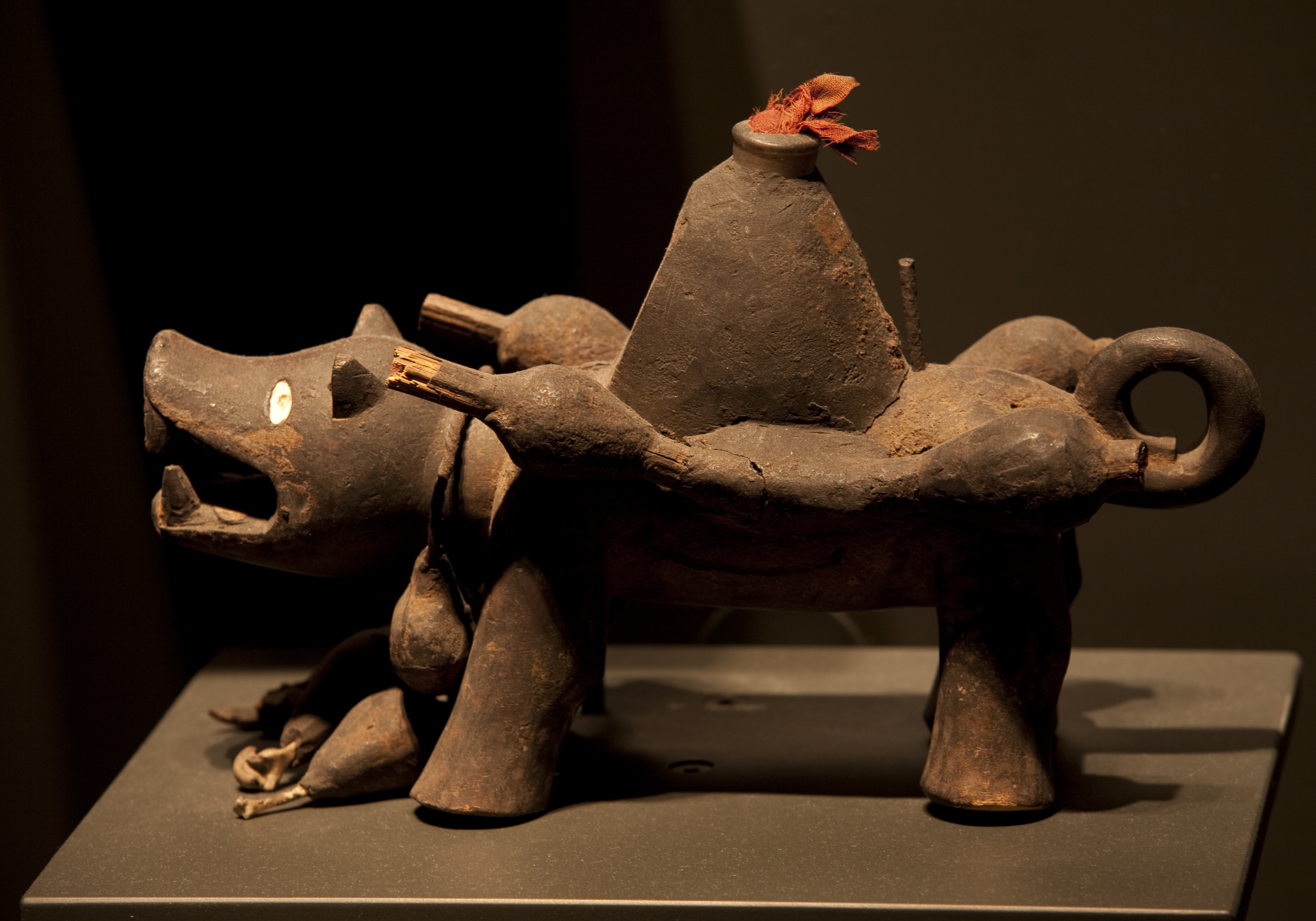
Nkisi en forme de chien, avant 1885. Musée d'ethnologie de Leyde

Le terme Nkisi ou Nkishi (pluriel : Minkisi, Minkishi en kikongo et kimbundu) est généralement employé pour désigner les statuettes le plus souvent anthropomorphes produites par les populations bakongo.
Importés par les esclaves lors de la traite négrière, les Minkisi, devenus inquices en portugais, sont les entités spirituelles des cultes afro-brésiliens (candomblé) des nations congos ou angolaises.

## En Afrique

### Support de pratiques thaumaturgiques
Chacun de ces objets relève de la spécialité, Ma Nganga, du spécialiste de leur usage, le Nganga. Le pluriel, Bu Nganga, désigne les « choses du Nganga », l'ensemble des connaissances de celui qui a la connaissance de la nature, celui qui soigne, le Nganga. Il existe d'ailleurs plusieurs sortes de Nganga, chacun mettant en œuvre des pratiques spécifiques. Ainsi le Nganga Mbiki, révèle les causes d'une maladie, le Nganga Ngombo ou Nganga Tshiba va déterminer les responsabilités des maux d'une société (vols, sorcellerie, conflits...), le Nganga Malema est spécialisé des inflammations et du soin des hernies, le Nganga Mpungu Nvuaza va traiter des situations délicates (par exemple, des questions d'adultère), le Nganga Bilayi ou Nganga Mbâssa favorise le développement de la force physique, le Nganga Miyuna peut apporter la richesse, ...  et le Nganga Ya Sa Na Ta Kanga Nkuyu Yuma (le Nganga redoutable qui arrête le « diable sec » qui peut arrêter le mauvais sort ou en jeter un, c'est lui qui détient, parmi ses accessoires, les fameuses statuettes à clous. 
Pendant la période coloniale, ces dernières statuettes étaient d'ailleurs appelées « fétiches », ou, pour certaines encore, « fétiches à clous », certaines d'entre elles, Nkondi, étant parfois couvertes de clous et de lamelles de fer. 

### Entité spirituelle
Dans la pensée kongo, « Nkisi », réfère aussi à une puissance personnalisée du monde invisible qui peut être soumise ou contrôlée au moyen de pratiques rituelles.
Le terme désigne, au singulier, « une force, un pouvoir en relation avec les esprits des ancêtres d'une famille ». Son support se compose de deux éléments qui sont matérialisés en un contenant (calebasse, pot, paquet, ...) dans un linge (futu) tandis que le contenu, le « médicament » est désigné dans sa partie matérielle par le terme bilongo (herbes, extraits de racine, décoction de feuilles, cendres, argile, etc.). Cet ensemble est souvent doublé d'un accessoire symbolique (dent ou griffe de félin, cauri ou pièce de monnaie, , etc.). Chaque objet est d'abord commandé par le Nganga au sculpteur, lequel utilise les outils fabriqués par le forgeron.
Ces statuettes sont sculptées dans du bois. Leur forme est souvent celle d'un être humain ou d'un chien, leurs yeux peuvent être incrustés de morceaux de verre ou de miroir et un réceptacle contenant différentes substances est fréquemment fixé au crâne ou apposé sur l'abdomen. Parfois, d'autres emplacements sont prévus par le sculpteur pour des ajouts ultérieurs de matières. Ces ajouts sont effectués par le Nganga. Il arrive que l'objet, anthropomorphe au départ, soit recouvert d'un attirail au point de sembler informe. Les réceptacles et les croûtes de matières qui recouvrent la statuette, les « bilongo », sont censés activer magiquement l'objet. La plupart des Minkisi présents dans les collections des musées en sont dépourvus : les substances magiques ont été retirées afin que les objets cédés aux collecteurs coloniaux soient inactifs, ou parce que leur aspect composite déplaisait aux collectionneurs.

## En Amérique

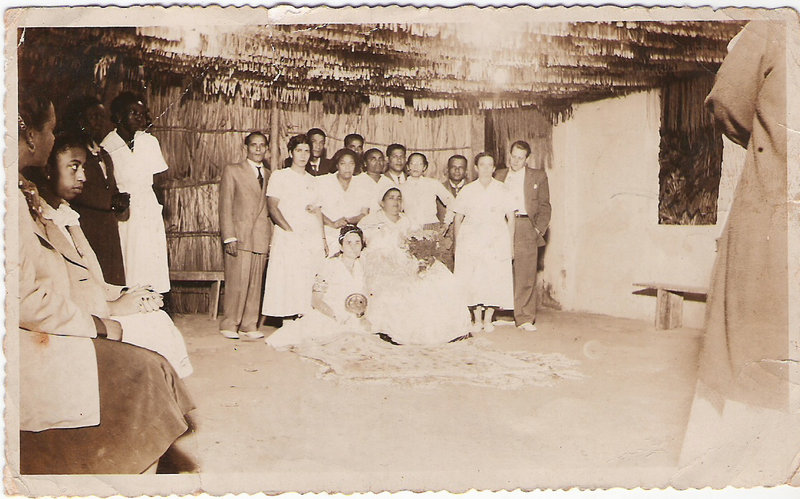
Candomblé de Angola à Salvador de Bahia (Brésil), révérant les inquices (années 1940).

Dans les candomblés de rite angolais et congos brésiliens, mais aussi dans les règles congos de la santería cubaine, les inquices (ou enquice, equice ou iquice) sont l'équivalent des orishas des nations nagô (yoruba) ou aux voduns des nations jeje (fon).
Comme dans le panthéon des peuples du nord de l'Angola, le dieu suprême et créateur est Zambi ; en dessous de lui se trouvent les inquices, esprits ou divinités de la mythologie bantoue. Parmi les inquices révérés, les plus importants, sous des noms et des qualités différentes, sont Pombajira, intermédiaire entre les êtres humains et les autres inquices. Il parcourt tous les chemins et les carrefours, protège la maison. C'est aussi l'inquice de la fécondation ; Incoce, inquice de la guerre et maître des chemins de terre, du fer et de la forge, des métaux et patron des forgerons ; Mucongo englobe les énergies des chasseurs d'animaux, des bergers, des éleveurs de bétail et de ceux qui vivent au fond des forêts, seigneur de l'ombre...
L'interpénétration entre les cultures d'esclaves de différentes régions d'Afrique, comme avec les cultures européenne et amérindienne, fait que le vocabulaire kikongo ou kimbundu et les croyances des peuples du Bas-Congo ont largement influencé les autres cultes syncrétistes. Ainsi l'umbanda révère-t-elle Pombajira, ainsi les maracatus de nations nagô ou ketou utilisent-ils les calungas, poupées sacrées dont le nom vient du kimbundu lunga et qui ne sont pas sans rappeler les Minkisi, ainsi certains maracatus s'appellent.ils cambinda, déformation de Cabinda.